# Бернд Нікель
Бернд Нікель (нім. Bernd Nickel, нар. 15 березня 1949, Зігбах — 27 жовтня 2021) — німецький футболіст, що грав на позиції півзахисника, зокрема, за клуб «Айнтрахт», а також національну збірну Німеччини.
Триразовий володар Кубка Німеччини. Володар Кубка УЄФА.

## Клубна кар'єра
У дорослому футболі дебютував 1967 року виступами за команду клубу «Айнтрахт», в якій провів шістнадцять сезонів, взявши участь у 425 матчах чемпіонату.  Більшість часу, проведеного у складі «Айнтрахта» (Франкфурт-на-Майні), був основним гравцем команди. У складі «Айнтрахта» (Франкфурт-на-Майні) був одним з головних бомбардирів команди, маючи середню результативність на рівні 0,33 голу за гру першості. За цей час тричі виборював титул володаря Кубка Німеччини, ставав володарем Кубка УЄФА у розіграші 1979/80.
Завершив професійну ігрову кар'єру у швейцарському «Янг Бойз», за команду якого виступав протягом 1983—1984 років.

## Виступи за збірну
1974 року провів свою першу і єдину гру у складі національної збірної ФРН.

## Титули і досягнення
- Володар Кубка Німеччини (3):

«Айнтрахт»: 1973-1974, 1974-1975, 1980-1981
- Володар Кубка УЄФА (1):

«Айнтрахт»: 1979-1980